# Hamadryas ferox
Hamadryas ferox är en fjärilsart som beskrevs av Otto Staudinger 1886. Hamadryas ferox ingår i släktet Hamadryas och familjen praktfjärilar. Inga underarter finns listade i Catalogue of Life.